# Ester Hofvander-Sandberg
Ester Eugenia Hofvander-Sandberg, född Hofvander 10 februari 1888 i Skårby, död 7 oktober 1967 i Eslöv, var en svensk jurist och advokat. Hon var en av Sveriges första kvinnliga jurister och advokater.

## Biografi
Ester Hofvander-Sandberg bodde under sin uppväxt på flera olika orter i Skåne. Hon tog studentexamen 1907 och folkskollärarexamen 1908. Hon blev därefter föreståndare för Klippans samskola under perioden 1908–1910. År 1911 gifte hon sig med Ivar Sandberg, som var verksam som jurist och advokat i Eslöv. Året därpå, 1912, fick paret sitt enda barn, dottern Maj.
I oktober 1911 skrev Ester Hofvander-Sandberg in sig för studier vid den juridiska fakulteten vid Lunds universitet. I maj 1915 avlade hon som sjunde kvinna i Sverige en jur.kand.-examen. Ester Hofvander-Sandberg var under hela sitt yrkesverksamma liv advokat i Eslöv. Tillsammans med sin make drev hon under många år Eslövs Advokatbyrå. Hon var ledamot av Sveriges advokatsamfund 1931–1942.
Som gift kvinna stötte hon på problem i början av sin karriär som yrkesverksam jurist. Genom en lagändring 1897 stod det klart att även kvinnor fick lov att uppträda som advokater och ombud för andra i domstol. Enligt gällande äktenskapslagstiftning i början av 1900-talet stod dock gifta kvinnor fortfarande under sin mans målsmanskap. Gifta kvinnor var omyndiga och kunde därför inte företräda andra i rätten. Detta fick till följd att det på 1910-talet uppstod problem med kvinnliga jurister som var gifta och därmed förhindrade att i vissa sammanhang utöva sitt yrke.
År 1915 var Ester Hofvander-Sandberg inblandad i rättsfall där problematiken kring de gifta kvinnliga juristerna hamnade i fokus. Hon skulle uppträda som ombud vid Frosta häradsrätt i Skåne. Domstolen konstaterade emellertid att hon var gift och därmed förhindrad att uppträda som rättegångsombud enligt gällande regler. Ändå hade hon en fullmakt från maken, som gav henne rätt att vara ombud i målet. Ester Hofvander-Sandberg tog striden om rätten att få uppträda som rättsligt ombud till högre instans, och händelsen fick stor uppmärksamhet i dagspressen. Uppståndelsen kring hennes, och andra liknande, fall ledde fram till en lagändring 1916 som gav gifta kvinnor rätt att få vara rättsliga ombud för andra.
Som jurist var Ester Hofvander-Sandberg känd för att vara en energisk och skarp advokat, och hon drev sina processer med järnhand. Ett av hennes första mål var att försvara sig själv. År 1917 blev hon nämligen åtalad av stadsfiskalen i Eslöv för ”vållande till eldskada å annans egendom”. Ester Hofvander-Sandberg hade glömt att dra ut sladden till sitt elektriska strykjärn, en brand hade utbrutit som i sin tur skadat fönsterkarmen i hennes lägenhet. Trots en ihärdig plädering för att det hela var en olyckshändelse, fälldes hon för brottet i såväl häradsrätt som hovrätt.
Vid sidan av advokatverksamheten spelade Ester Hofvander-Sandberg en framträdande roll i Eslövs kommunala liv. Hon var ledamot av stadens stadsfullmäktige i drygt 25 år, och dessutom var hon verksam i stadsfullmäktiges beredningsutskott, samskolestyrelsen, folkskolestyrelsen och pensionsnämnden. För sina insatser under sitt yrkesliv utnämndes Ester Hofvander-Sandberg till ledamot av Vasaordens första klass i november 1955.
Ester Hofvander-Sandberg avled 1967 under en vistelse i Rom och är begravd på Eslövs kyrkogård.